# Gamuza Peak
Gamuza Peak är en bergstopp i Kanada.   Den ligger i provinsen British Columbia, i den södra delen av landet, 3 400 km väster om huvudstaden Ottawa. Toppen på Gamuza Peak är 1 935 meter över havet, eller 183 meter över den omgivande terrängen. Bredden vid basen är 1,7 km.
Terrängen runt Gamuza Peak är kuperad österut, men västerut är den bergig. Trakten runt Gamuza Peak är nära nog obefolkad, med mindre än två invånare per kvadratkilometer.. Närmaste större samhälle är Yale, 16,0 km sydväst om Gamuza Peak. 
I omgivningarna runt Gamuza Peak växer i huvudsak barrskog.